# 부안초등학교 (강원)
부안초등학교는 대한민국 강원특별자치도 춘천시 후평동에 있는 초등학교이다.

## 학교 연혁
- 1981.12.28 강원도고시 제16호 학교 신설 결정
- 1984.10.30 학교 설립 인가
- 1985.10.02 개교(17학급 819명)
- 1987.02.19 제1회 졸업식 거행(195명)
- 1987.04.04 8개 교실 증축 시공
- 1988.06.20 국악관현악단 창단
- 1989.05.09 제1회 국악발표회(시립문화관 3회 공연)
- 1990.03.01 배정학급 45학급(복수교감)
- 1991.12.11 교실 14실, 화장실 4실 증축
- 1996.03.01 부안초등학교로 개명
- 2009.09.01 제11대 원범식 교장 부임
- 2012.02.10 제26회 졸업식(졸업생 총수 7,298명)
- 2013.02.07 제27회 졸업식(졸업생 총수 7,497명)
- 2013.09.01 제12대 반종갑 교장 부임
- 2014.02.07 제28회 졸업식(졸업생 총수 7,644명)
- 2018.03.01 제13대 임쌍용 교장 부임
- 2022.03.01 제14대 함정길 교장 부임